# マルタ (オペラ)
『マルタ』、正式には『マルタまたはリッチモンドの市場』（マルタまたはリッチモンドのいちば、ドイツ語: Martha oder Der Markt zu Richmond）は、フリードリッヒ・フォン・フロトー作曲の4幕のオペラ。ジュール＝アンリ・ヴェルノワ・ド・サン＝ジョルジュのバレエ「貴婦人アンリエット」（Lady Henriette, ou la Servante de Greenwich）に基づくヴィルヘルム・フリードリッヒ（本名フリードリッヒ・ヴィルヘルム・リーゼ）のドイツ語台本による。初演は1847年11月25日、ウィーンのケルントナートール宮廷劇場（ウィーン国立歌劇場の前身）。
女官のいたずら心から起きる騒動と恋の顛末を描く、コミカルでロマンティックなオペラ。日本では「庭の千草」として知られているアイルランド民謡「夏の名残のばら」をテーマ曲としていることで有名。
ウィーン・フォルクスオーパー2008年日本公演の演目のひとつとして上演された。

## 登場人物
- レディ・ハリエット・ダーラム（マルタ）［ソプラノ］ - アン女王の女官
- ナンシー（ユリア）［メゾソプラノ］ - レディ・ハリエットの侍女
- プランケット［バス / バリトン］ - 若い農場主
- ライオネル［テノール］ - プランケットの義弟
- サー・トリスタン・ミクルフォード（ボブ）［バス / バリトン］ - レディ・ハリエットの従兄弟

## 設定
- 時代：1710年頃（アン女王時代のイギリス）
- 場所：ロンドン、リッチモンド

## あらすじ

### 第1幕
アン女王の女官ハリエットは宮廷生活に退屈しており、彼女に言い寄ってくる従兄弟のトリスタン卿にもうんざりしている。彼女と侍女のナンシーは田舎娘マルタとユリアに変装し、農夫ボブに扮したトリスタン卿を伴ってリッチモンドの奉公人市場に出かける。そこは娘たちが1年間の奉公先を決める場所だった。女中を探しに市場に来ていた若い農場主プランケットと義弟ライオネルは、その場に似つかわしくない上品な物腰のマルタとユリアを見染め、ボブの妨害にもかかわらず二人を女中に雇う契約をしてしまう。

### 第2幕
マルタとユリアは農作業はおろか糸紡ぎひとつできないのでプランケットとライオネルはあきれてしまい、自ら紡ぎ車を回して見せる始末。それでもライオネルはマルタの美しさと歌声に魅せられ、結婚を申し込むのだった。マルタはライオネルに惹かれるものを感じつつ、それを拒絶する。夜になってトリスタン卿が馬車で訪れ、マルタとユリアをこっそり連れ戻す。

### 第3幕
レディ・ハリエット（マルタ）とライオネルはお互いのことを忘れられない。あるときレディ・ハリエットとナンシーは女王の狩りに同行して村を訪れ、プランケットとライオネルに遭遇する。プランケットとライオネルが女中契約の履行を迫るので、窮したハリエットはライオネルを狂人だと言って逮捕させてしまう。皆が「レディ」と呼びかけることによってハリエットの本当の身分を知ったライオネルは、みなただの遊びだったのかと嘆く。ライオネルは身の証のために、亡くなった父親が「大事な時に使え」と言って遺した指輪を役人に差し出す。

### 第4幕
指輪によって、ライオネルはかつて無実の罪で追放されたダービー伯爵の遺児であり、その爵位継承者であることがわかる。ハリエットはライオネルを訪れ、謝罪して自分の気持ちを打ち明けるが、ライオネルのわだかまりは解けない。プランケットとナンシーは一計を案じ、みなが最初に出会ったリッチモンドの市場の様子を再現し、そこでライオネルと「マルタ」を会わせる。わだかまりは解け、ライオネルは彼女を許し、二人は愛を確かめあう。

## 主要曲
- 「まじめで働き者の娘さん」 "Mädchen, brav und treu" - 合唱（最初の4小節だけは、日本でも明治の末頃から広く知られており、「爺さん酔っぱらって酒のんでころんだ」という歌詞で歌われていた。）（映画『男はつらいよ 知床慕情』で寅さんがこの歌を口ずさむ）
- 「これはどういうことなんだろう？」 "Was soll ich dazu sagen?" （紡ぎ車の四重唱） - マルタ、ユリア、プランケット、ライオネル
- 「夏の名残のばら」 "Letzte Rose (Last Rose of Summer)" - マルタ
- 「君たちに尋ねさせてくれ」 "Lasst mich euch fragen" （黒ビールの歌） - プランケット
- 「夢のように」 "Ach! so fromm, ach! so traut (M'apparì tutt'amor)" - ライオネル（イタリア語訳題による「マッパリ」の名でも知られる。）

## 音盤（CD）
- ロベルト・ヘーガー指揮バイエルン国立歌劇場管弦楽団 / アンネリーゼ・ローテンベルガー / ブリギッテ・ファスベンダー / ニコライ・ゲッダ / ヘルマン・プライ、1968年録音（東芝EMI）